# Bohinjska Češnjica
Bohinjska Češnjica (IPA:  [bɔˈxiːnska ˈtʃeːʃnjitsa]) è un insediamento (naselje) di 377 abitanti, della municipalità di Bohinj nella regione statistica dell'Alta Carniola in Slovenia.

## Storia

### Origine del nome
Il nome dell'insediamento è cambiato da Češnjica a Bohinjska Češnjica nel 1952.